# لواگا (کونگوسی)

لواگا شهری در شهرستان کونگوسی در استان بام در بورکینافاسوی شمالی است و جمعیت آن ۱۸۱۴ نفر است.